# Писандр (военачальник)
Писандр (греч. Πείσανδρος) — спартанский военачальник во время Коринфской войны. В 395 году до н. э. он был направлен командовать спартанским флотом в Эгейском море своим шурином, царём Агесилаем II. Писандр был неопытен, и в сражении при Книде спартанский флот потерпел крупное поражение. Писандр погиб, упав за борт своего корабля.